# Campeonato Mundial de Atletismo em Pista Coberta de 2016 - 400 m feminino
A prova dos 400 metros feminino do Campeonato Mundial de Atletismo em Pista Coberta de 2016 ocorreu entre 18 e 19 de março em Portland, nos Estados Unidos. 

## Recordes
Antes desta competição, os recordes mundiais e do campeonato nesta prova eram os seguintes:
|    | Nome                  | Nacionalidade   | Tempo  | Local          | Data                |
| -- | --------------------- | --------------- | ------ | -------------- | ------------------- |
| WR | Jarmila Kratochvílová | Tchecoslováquia | 49s 59 | Milão, Itália  | 7 de março de 1982  |
| CR | Olesya Forsheva       | Rússia          | 50s 04 | Moscou, Rússia | 12 de março de 2006 |

## Medalhistas
| Ouro                    | Prata                | Bronze              |
| Oluwakemi Adekoya (BHR) | Ashley Spencer (USA) | Quanera Hayes (USA) |

## Resultados

### Eliminatórias
Qualificação: 2 atletas de cada bateria  (Q) mais os 4 melhores qualificados (q).  
| Colocação | Bateria | Nome                    | Nacionalidade            | Tempo   | Notas     |
| --------- | ------- | ----------------------- | ------------------------ | ------- | --------- |
| 1         | 1       | Oluwakemi Adekoya       | Brunei                   | 52 s 27 | Q         |
| 2         | 1       | Stephenie Ann McPherson | Jamaica                  | 52 s 56 | Q         |
| 3         | 1       | Kabange Mupopo          | Zâmbia                   | 52 s 72 | q, NR     |
| 4         | 2       | Ashley Spencer          | Estados Unidos           | 52 s 96 | Q         |
| 5         | 4       | Quanera Hayes           | Estados Unidos           | 52 s 98 | Q         |
| 6         | 4       | Małgorzata Hołub        | Polónia                  | 53 s 15 | Q         |
| 7         | 2       | Lisanne de Witte        | Países Baixos            | 53 s 19 | Q         |
| 8         | 4       | Bianca Răzor            | Roménia                  | 53 s 27 | q         |
| 9         | 1       | Samantha Edwards        | Antilhas Holandesas      | 53 s 70 | q         |
| 10        | 2       | Grace Claxton           | Porto Rico               | 53 s 97 | q         |
| 11        | 3       | Justyna Święty          | Polónia                  | 54 s 25 | Q         |
| 12        | 3       | Iveta Putalová          | Eslováquia               | 54 s 53 | Q         |
| 13        | 3       | Ashley Kelly            | Ilhas Virgens Britânicas | 54 s 95 |           |
| 14        | 1       | Amaliya Sharoyan        | Armênia                  | 55 s 13 | SB        |
| 15        | 4       | Djénébou Danté          | Mali                     | 55 s 76 | NR        |
| 16        | 2       | Christina Francisco     | Guam                     | 60 s 08 | NR        |
| -         | 3       | Chrisann Gordon         | Jamaica                  | DNF     |           |
| -         | 4       | Tjipekapora Herunga     | Namíbia                  | DSQ     | R163.3(b) |
| -         | 2       | Hindi Abdiqadir Abdi    | Somália                  | DNS     |           |

### Semifinal
Qualificação: classificaram-se  os 3 melhores de cada bateria (Q). 
| Colocação | Bateria | Nome                    | Nacionalidade       | Tempo | Notas |
| --------- | ------- | ----------------------- | ------------------- | ----- | ----- |
| 1         | 2       | Oluwakemi Adekoya       | Brunei              | 51.47 | Q, AS |
| 2         | 2       | Quanera Hayes           | Estados Unidos      | 51.54 | Q     |
| 3         | 2       | Stephenie Ann McPherson | Jamaica             | 51.91 | Q, SB |
| 4         | 1       | Ashley Spencer          | Estados Unidos      | 52.39 | Q     |
| 5         | 2       | Kabange Mupopo          | Zâmbia              | 52.68 | NR    |
| 6         | 2       | Małgorzata Hołub        | Polónia             | 52.73 | SB    |
| 7         | 1       | Justyna Święty          | Polónia             | 53.00 | Q     |
| 8         | 1       | Iveta Putalová          | Eslováquia          | 53.13 | Q     |
| 9         | 1       | Bianca Razor            | Roménia             | 53.34 |       |
| 10        | 1       | Lisanne de Witte        | Países Baixos       | 53.35 |       |
| 11        | 2       | Grace Claxton           | Porto Rico          | 53.67 |       |
| 12        | 1       | Samantha Edwards        | Antilhas Holandesas | 54.67 |       |

### Final
A final ocorreu dia 19 de março. 
| Colocação         | Faixa | Nome                    | Nacionalidade  | Tempo | Notas |
| ----------------- | ----- | ----------------------- | -------------- | ----- | ----- |
| Medalha de ouro   | 5     | Oluwakemi Adekoya       | Bahrein        | 51.45 | AS    |
| Medalha de prata  | 6     | Ashley Spencer          | Estados Unidos | 51.72 |       |
| Medalha de bronze | 4     | Quanera Hayes           | Estados Unidos | 51.76 |       |
| 4                 | 2     | Stephenie Ann McPherson | Jamaica        | 52.20 |       |
| 5                 | 3     | Justyna Święty          | Polónia        | 52.46 |       |
| 6                 | 1     | Iveta Putalová          | Eslováquia     | 54.39 |       |

Legenda
| Recorde mundial       | Recorde mundial (World record)               |                       | Recorde africano                      | Recorde africano (African) |                                           | Q | Classificado por posição (Qualified) |
| Recorde do campeonato | Recorde do campeonato (Championship record)  | Recorde da América    | Recorde da América (Americas)         | q                          | Classificado por melhor tempo (Qualified) |   |                                      |
| Melhor marca do ano   | Melhor marca do ano (World leading)          | Recorde asiático      | Recorde asiático (Asian)              | DNS                        | Não largou (Did not start)                |   |                                      |
| Recorde nacional      | Recorde nacional (National record)           | Recorde europeu       | Recorde europeu (European)            | DNF                        | Não terminou (Did not finish)             |   |                                      |
| Recorde pessoal       | Recorde pessoal do atleta (Personal best)    | Recorde da Oceania    | Recorde da Oceania (Oceania)          | DSQ / DQ                   | Desclassificado (Disqualified)            |   |                                      |
| Recorde da temporada  | Recorde da temporada do atleta (Season best) | Recorde sul-americano | Recorde sul-americano (South America) | NM                         | Sem marca (No mark)                       |   |                                      |